# De sidste mænd i Aleppo
De sidste mænd i Aleppo (no Brasil, Últimos Homens em Aleppo) é um filme-documentário sírio-dinamarquês de 2017 dirigido e escrito por Feras Fayyad Indicado ao Oscar de melhor documentário na edição de 2018, segue a Defesa Civil Síria (capacetes brancos) e sua atuação na Batalha de Alepo.